# فیئر ۳
فیئر ۳ (به انگلیسی: F.E.A.R. ۳) یک بازی ویدئویی در سبک تیراندازی اول شخص و ترس و بقا از مجموعه بازی‌های فیئر است که توسط دی وان استودیوز برای پلی‌استیشن ۳، اکس‌باکس ۳۶۰ و مایکروسافت ویندوز ساخته و منتشر شده‌است.

## داستان
پوینمن و پانتون فتل دو برادر با پیشینه‌ای تقریباً پیچیده هستند. پوینمن که شخصیت اصلی نسخهٔ اول بازی بود، یک ابر سرباز بود که دستور قتل شخصیت فتل را داشت. فتل یک نابغه بود که با استفاده از دورآگاهی و قدرتی که داشت مردم بیگناه را قتل‌عام و قصابی می‌کرد. پوینمن بدون توجه به رابطه خویشاوندی در پی کشتن فتل بود. در این قسمت از بازی فتل به شکل یک کالبد روح مانند! که همه جا با برادر خود است و علاوه بر کمک به برادر خود از او برای پیدا کردن آلما، شخصیت زن راز آلود کل قصه فیئر، کمک می‌خواهد.

## پوند به بیرون
- وبگاه رسمی